# A magyar labdarúgó-válogatott 2009. november 14-i mérkőzése
Előző mérkőzés - Következő mérkőzés
A magyar labdarúgó-válogatott 2009-es utolsó, Belgium elleni barátságos mérkőzésére 2009. november 14-én került sor a genti Jules Ottenstadionban. A mérkőzés végeredménye magyar szempontból 0 – 3 lett Marouane Fellaini, Thomas Vermaelen és Kevin Mirallas góljaival.
846. mérkőzés – Barátságos mérkőzés
| 2009. november 14. 20:45 |

| Belgium                                            | 3 – 0               | Magyarország |
| -------------------------------------------------- | ------------------- | ------------ |
| Fellaini 39' Vermaelen 55' Mirallas 61' (11-esből) | (1 – 0) Jegyzőkönyv |              |

| Jules Ottenstadion, Gent Játékvezető: Piccirillo (francia) |

| Belgium | Magyarország |

| BELGIUM:             |    |                       |
|                      |    |                       |
| K                    | 1  | François Gillet       |
| V                    | 2  | Sepp De Roover 72'    |
| V                    | 4  | Nicolas Lombaerts     |
| V                    | 3  | Daniel Van Buyten     |
| V                    | 5  | Thomas Vermaelen      |
| KP                   | 10 | Marouane Fellaini 88' |
| KP                   | 15 | Karel Geraerts 46'    |
| KP                   | 8  | Jan Vertonghen        |
| CS                   | 11 | Kevin Mirallas 76'    |
| CS                   | 9  | Tom De Sutter 76'     |
| CS                   | 7  | Eden Hazard           |
| Cserék:              |    |                       |
|                      | 12 | Logan Bailly          |
|                      | 14 | Olivier Deschacht     |
|                      | 13 | Gill Swerts           |
|                      | 18 | Thomas Buffel 88'     |
|                      | 6  | Vincent Kompany 46'   |
|                      | 16 | Roland Lamah 76'      |
|                      | 17 | Wesley Sonck 76'      |
| Szövetségi kapitány: |    |                       |
| Dick Advocaat        |    |                       |

| MAGYARORSZÁG:        |    |                      |
|                      |    |                      |
| K                    | 1  | Király Gábor 46'     |
| V                    | 2  | Bodnár László 46'    |
| V                    | 3  | Vanczák Vilmos       |
| V                    | 4  | Juhász Roland 60'    |
| V                    | 6  | Halmosi Péter 58'    |
| KP                   | 8  | Sándor György        |
| KP                   | 5  | Tóth Balázs 64'      |
| KP                   | 10 | Buzsáky Ákos 46'     |
| CS                   | 7  | Dzsudzsák Balázs 88' |
| CS                   | 9  | Torghelle Sándor 65' |
| CS                   | 11 | Rudolf Gergely 46'   |
| Cserék:              |    |                      |
| K                    | 12 | Fülöp Márton 46'     |
| V                    | 13 | Horváth Gábor 46'    |
| V                    | 14 | Bodor Boldizsár 46'  |
| KP                   | 15 | Tőzsér Dániel 64'    |
| KP                   | 17 | Vadócz Krisztián 88' |
| CS                   | 18 | Priskin Tamás 46'    |
| K                    | 22 | Bogdán Ádám          |
| Szövetségi kapitány: |    |                      |
| Erwin Koeman         |    |                      |

## Külső hivatkozások
- Jegyzőkönyv az mlsz.hu-n (magyarul)